# Deutsche Klinik für Diagnostik

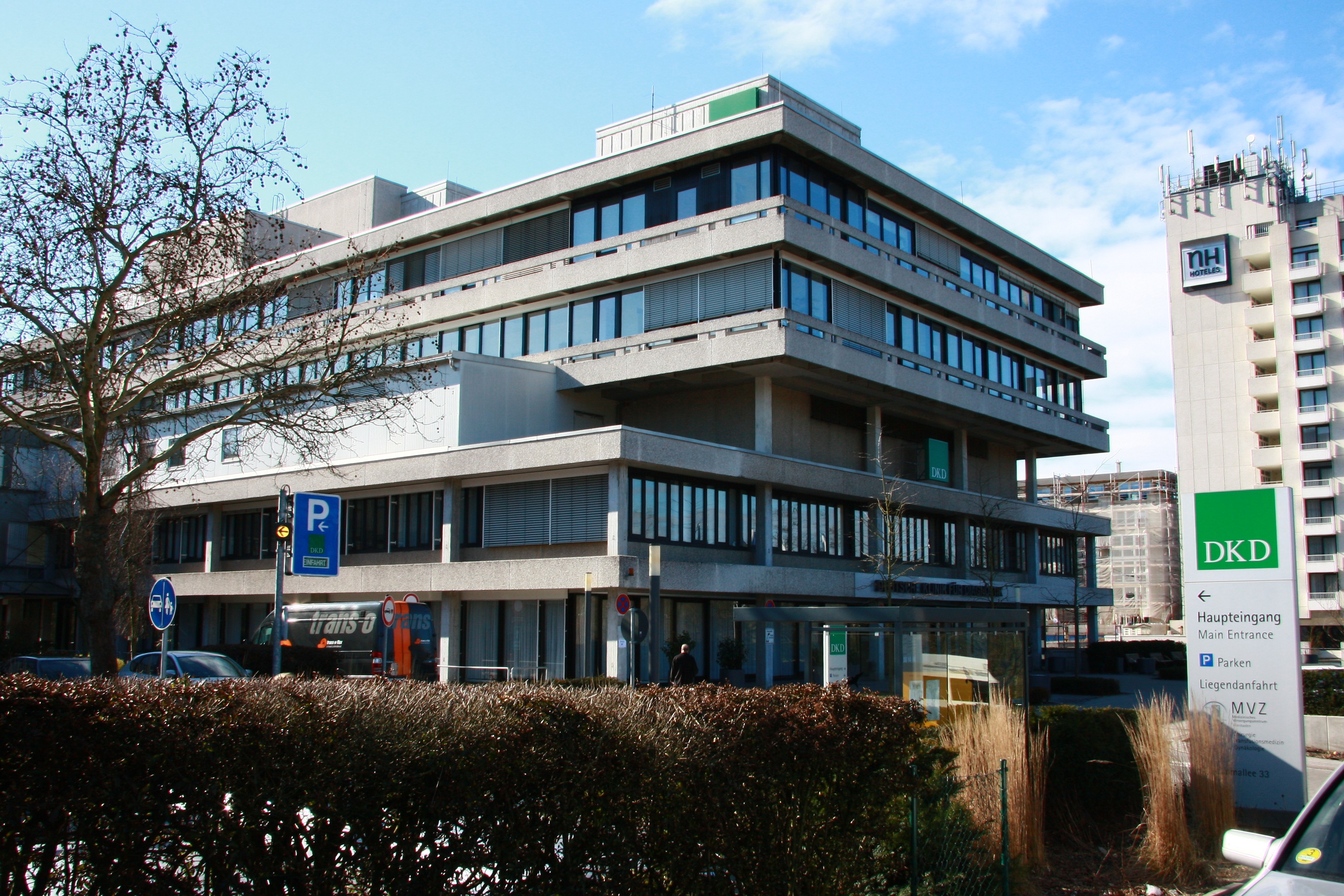
Das Hauptgebäude der DKD HELIOS Klinik Wiesbaden

Die Deutsche Klinik für Diagnostik (DKD Helios Klinik) mit Sitz in der hessischen Landeshauptstadt und Kurstadt Wiesbaden ist ein überregional anerkanntes Krankenhaus, das 1970 nach dem Vorbild der Mayo Clinic in Rochester (Minnesota), USA, gegründet wurde.
Die Klinik setzt dabei ihren Schwerpunkt auf die Diagnose von komplizierten Erkrankungen mit fachübergreifender Zusammenarbeit von über 60 Spezialisten. Durch ihre sehr gute personelle und technische Ausstattung und fortschrittliche Untersuchungsmethoden fand sie schnell Anerkennung. Es gibt eine Tagesklinik mit 60 sowie eine vollstationäre Klinik mit 138 Betten und den Bereichen Gynäkologie, Urologie, HNO, Innere- und Nuklearmedizin und Radiojodtherapie. Die Betten sind im Krankenhausplan des Landes Hessen ausgewiesen.
Daneben gibt es acht eigenständige integrierte Praxen.
Die DKD ist Akademisches Lehrkrankenhaus der Universität Frankfurt am Main.
Die Klinik betreibt darüber hinaus auch eigene Forschungsarbeit, welches auch die Existenz der Gesellschaft zur Förderung der Forschung an der DKD e. V. (GFF) zeigt, welche von den Medizinern getragen wird.
Die Klinik, die jährlich ca. 47.000 Patienten behandelt, gehörte einige Jahre zur Rhön-Klinikum AG und wurde im Jahr 2014 Teil der Helios Kliniken.

## Medizinische Fachbereiche
Die Angaben über die medizinischen Fachbereiche sind der Internetseite entnommen:
1. Anästhesie und
2. Angiologie
3. Arbeitsmedizin
4. Chirurgie/Koloproktologie
5. Dermatologie
6. Diabetologie und Endokrinologie
7. Endokrine Chirurgie
8. Gastroenterologie
9. Gynäkologie
10. Hämatologie
11. Hämostaseologie
12. Kardiologie
13. Krankenhaushygiene
14. Nephrologie
15. Neurologie
16. Nuklearmedizin
17. Plastische Chirurgie
18. Pneumologie
19. Radiologie und Neuroradiologie
20. Rheumatologie
21. Schlafmedizin
22. Schmerztherapie
23. Urologie
24. Wirbelsäulenchirurgie
25. Hernienzentrum

## Forschung
Im September 1969 wurde mit der Gesellschaft zur Förderung der Forschung an der Deutschen Klinik für Diagnostik e. V. (GFF) ein gemeinnütziger Verein gegründet. Der Verein beschafft und verwaltet die finanziellen Mittel für die Forschung an der Klinik.
Folgende Forschungen unterstützt die GFF:
- die wissenschaftliche Forschung Entwicklung und Anwendung komplexer Behandlungsformen, die eine interdisziplinäre Zusammenarbeit erfordern
- präventiv-medizinische Maßnahmen
- Gewährung von Stipendien an hochqualifizierte Ärzte zu ihrer wissenschaftlichen Fortbildung

Der Verein hat mehr als 35 Millionen Euro aus öffentlichen Forschungsmitteln, sogenannten Drittmitteln aus der forschenden Industrie sowie Spenden aus der Wirtschaft und von Privatpersonen für die klinische Forschung, an der DKD eingeworben und verwandt.